# Giuseppe Maceratini
Giuseppe Maceratini (Fano, 5 gennaio 1894 – ...) è stato un generale e aviatore italiano, che fu comandante dell'Aviazione Legionaria nel corso della guerra di Spagna dal novembre 1938 al marzo 1939. Decorato con la Croce di Cavaliere dell'Ordine militare di Savoia, una Medaglia d'argento e due di bronzo al valor militare.

## Biografia
Nacque a Fano il 5 gennaio 1894. Arruolato nel Regio Esercito, all'inizio della prima guerra mondiale ricopriva il grado di sottotenente d'artiglieria. Nell'aprile 1915 transitò nel Servizio Aeronautico conseguendo il brevetto di osservatore dall'aeroplano nel giugno dello stesso anno. Prestò inizialmente servizio nella 12ª Squadriglia Farman ad Asiago, e il 7 novembre insieme ad un altro Farman attaccò due aeroplani austriaci mettendoli in fuga. Il 20 novembre è colpito da una gamba sul cielo di Folgaria ma non interruppe la ricognizione, venendo poi decorato con la medaglia d'argento al valor militare. Il 1 gennaio 1916 si trovava con la squadriglia a Villaverla. Il 4 dicembre 1917 assunse il comando della 26ª Squadriglia sul campo di Nove di Bassano. Il 20 aprile il comandante dell'aeronautica lo insignì personalmente della prima medaglia di bronzo al valor militare. Rimane al comando di tale squadriglia fino al 2 settembre 1918 quando venne inviato alla Scuola di guerra. Dopo la fine della guerra prestò servizio presso il Commissariato dell'aviazione,  transitò servizio nella Regia Aeronautica dopo la sua costituzione. nel 1927 conseguì il brevetto di pilota, e nel settembre di quell'anno fu promosso tenente colonnello. Prestò servizio presso il Ministero dell'aeronautica, presso il comando del 19º Stormo Osservazione Aerea, fu capo di stato maggiore della 1ª Zona Aerea Territoriale (Z.A.T.), fu comandante della Scuola di Osservazione Aerea e dell'8º Stormo Bombardamento Terrestre (maggio 1934-aprile 1935). Divenuto colonnello nell'aprile 1934, nel corso della guerra di Spagna fu comandante dell'Aviazione Legionaria delle Baleari con il grado di generale di brigata aerea.  Il 10 giugno 1940, data dell'ingresso nella seconda guerra mondiale del Regno d'Italia, era in servizio presso la Direzione generale servizio materiale e aeroporti. Ricoprì tale incarico fino al 20 aprile 1943.
Promosso generale di divisione aerea, tra il 1955 e il 1964 fu direttore generale dell'Aero Club d'Italia (AeCI).

### Fonti
1. 1 2  Generals.
2. 1 2 3 4 5 6  Mancini 1936, p. 416.
3. 1 2 3 4  Fronte del Cielo.
4. ↑  de Toro 2024, p. 24.
5. ↑  Arena 1981, p. 152.
6. ↑   Giornale ufficiale, 1943,  p. 402. URL consultato il 23 settembre 2019.
7. ↑  Ufficio Storico dell'Aeronautica Militare 1969, p. 120.